# Iedereen is gek op Jack
Iedereen is gek op Jack is een Nederlandse sitcom, met Jeroen van Koningsbrugge en Linda de Mol. De serie kende twee seizoenen van 2011 tot 2012.

## Productie
Iedereen is gek op Jack is een Nederlandse remake van de Amerikaanse serie Everybody Loves Raymond. De serie wordt geproduceerd door Talpa Fictie voor RTL 4. Het idee ontstond in 2006: hoofdrolspeelster Linda de Mol, die onder de indruk was van Everybody Loves Raymond, vroeg zich af of het te vertalen was in het Nederlands. Omdat De Mol overtuigd was dat de rechten niet gekregen konden worden, stelde ze het concept pas vier jaar later voor aan haar broer John de Mol. John de Mol had "het uiteindelijk toch via een contact voor elkaar gekregen en toen was het ineens vrij snel rond."
In Linda de Mols optiek was Jeroen van Koningsbrugge de enige kandidaat voor de titelrol. Deze gedachte onderbouwde ze door in een interview uit te leggen dat Van Koningsbrugge "net zoals" de titelrolspeler in de originele versie, Ray Romano, "een geliefde komiek was. Daarnaast kennen wij elkaar inmiddels heel goed. Als je een stel moet spelen dat al vijftien jaar bij elkaar is, is het toch wel fijn als die onderlinge vertrouwdheid er al is." Van Koningsbrugge gaf in een interview toe dat hij zich niet kon vinden in Romano's speelstijl en hij had na het afronden van de opnames van de eerste reeks nog geen enkele aflevering van Everybody Loves Raymond bekeken, omdat hij Romano niet wilde kopiëren. De acteur nam de rol niettemin, omdat - op zijn verzoek - de vertaling in handen lag van Dennis van de Ven.
In de serie speelt Beppie Melissen de rol van schoonmoeder van De Mol. Zij had al vaker de rol van De Mols schoonmoeder op zich genomen, namelijk in Gooische Vrouwen.
De opnames vonden plaats van november 2010 tot februari 2011. De eerste aflevering werd op 26 februari 2011 uitgezonden. De opnames voor het tweede seizoen van Iedereen is gek op Jack gingen in november 2011 van start. Op 10 maart 2012 werd de eerste aflevering van de nieuwe reeks uitgezonden. Het tweede seizoen telde wederom twaalf afleveringen. Hierna werd serie stopgezet, omdat, volgens De Mol, de 26 afleveringen die ze wilden opnemen waren afgerond.

## Plot
Jack en Barbara zijn met hun kinderen vanuit Amsterdam naar Almere verhuisd. Ton en Coby, de ouders van Jack, zijn vanuit de Jordaan naast hen komen wonen. Jacks broer Marco is na zijn scheiding bij zijn ouders ingetrokken. De serie verhaalt over de lotgevallen in het huis van Jack, en hoe hij en zijn gezin constant worden lastiggevallen door de rest van de familie.

## Rolbezetting
| Acteur                   | Personage       |
| ------------------------ | --------------- |
| Jeroen van Koningsbrugge | Jack Keizer     |
| Linda de Mol             | Barbara Keizer  |
| Beppie Melissen          | Coby Keizer     |
| Kees Hulst               | Ton Keizer      |
| Tjebbo Gerritsma         | Marco Keizer    |
| Han Römer                | Philip          |
| Edda Barends             | Marijke         |
| Roos Ouwehand            | Chantal         |
| Yfke Wegman              | Sterre Keizer   |
| Jesse Jansen             | Edgar Keizer    |
| Merijn Jansen            | Clarence Keizer |

## Afleveringen

### Seizoen 1 (2011)
| Nr. | Titel                    | Kijkcijfers | Uitzenddatum     |  |
| --- | ------------------------ | ----------- | ---------------- |  |
| 1 | Coby's ballen            | 2.092.000   | 26 februari 2011 |  |
| Barbara leert hoe ze gehaktballen moet maken volgens het recept van Jacks moeder Coby. Jack vindt de ballen van zijn moeder echter, tot woede van Barbara, nog steeds het lekkerst. |                          |             |                  |  |
| 2 | Wachten                  | 2.044.000   | 5 maart 2011     |  |
| Jack klaagt dat Barbara altijd zoveel tijd besteedt met opmaken, dat hij steevast op haar moet wachten als ze uitgaan. Barbara zegt dat ze de volgende dag op tijd in de auto zal zitten, maar wanneer ze toch te laat is, rijdt Jack alleen weg. In de loop van de avond bekruipt hem het gevoel dat hij dat beter niet had kunnen doen. |                          |             |                  |  |
| 3 | Het huwelijk             | 1.484.000   | 12 maart 2011    |  |
| Jack en Barbara blikken terug op hun huwelijk terwijl ze willen gaan dansen. |                          |             |                  |  |
| 4 | De blikopener            | 1.444.000   | 19 maart 2011    |  |
| Jack en Barbara maken ruzie om een blikopener. |                          |             |                  |  |
| 5 | De brief                 | 1.998.000   | 26 maart 2011    |  |
| Barbara organiseert een feestje voor haar vriendinnen. Coby stuurt alles echter in het honderd. Hierop stuurt Barbara een brief naar Coby. |                          |             |                  |  |
| 6 | Bedgeheimen              | 1.588.000   | 2 april 2011     |  |
| Coby is verbaasd als Barbara Sterre seksuele voorlichting geeft. |                          |             |                  |  |
| 7 | De scheiding             | 1.155.000   | 9 april 2011     |  |
| Barbara's ouders hebben besloten om te gaan scheiden. |                          |             |                  |  |
| 8 | De ring                  | 1.668.000   | 16 april 2011    |  |
| Jack ontdekt dat er in de verlovingsring die hij Barbara heeft gegeven een nepdiamant zit. |                          |             |                  |  |
| 9 | Het maandelijkse monster | 1.015.000   | 23 april 2011    |  |
| Barbara heeft regelmatig last van PMS en kan Jack dan niet uitstaan. |                          |             |                  |  |
| 10 | Het blik                 | 1.394.000   | 30 april 2011    |  |
| Barbara is er ten onrechte van overtuigd dat ze het favoriete koekblik van Coby al weken geleden had teruggegeven. Als het blik opduikt, wringen Jack en Barbara zich in allerlei bochten om het ongemerkt te retourneren. |                          |             |                  |  |
| 11 | Keukenrollen             | 1.123.000   | 7 mei 2011       |  |
| Jack vindt dat hij nooit mag meebeslissen, maar als hij dan zonder hulp van Barbara boodschappen doet en iets te eten maakt, gaat het mis. |                          |             |                  |  |
| 12 | Oudere vrouw             | 1.511.000   | 14 mei 2011      |  |
| Barbara's ouders zijn gescheiden en komen op visite. Barbara's vader neemt zijn nieuwe vriendin mee. |                          |             |                  |  |
| 13 | Bij jou of bij mij       | 1.100.000   | 21 mei 2011      |  |
| Coby trekt in bij Jack en Barbara na een ruzie met Ton. |                          |             |                  |  |

### Seizoen 2 (2012)
| Nr. | Titel                | Kijkcijfers | Uitzenddatum  |  |
| --- | -------------------- | ----------- | ------------- |  |
| 1 | Cup F                | 1.501.000   | 10 maart 2012 |  |
| Dat Jack onder de indruk is van de grote boezem van een kennis, maakt dat Barbara zich onzeker voelt over haar eigen borsten. |                      |             |               |  |
| 2 | Wie is de chef       | 1.735.000   | 17 maart 2012 |  |
| Barbara heeft paling in het groen gemaakt. Zowel Jack als de rest van de familie Keizer vindt het verrukkelijk. Coby vindt het idee dat Barbara lekkerder kookt dan zijzelf vreselijk.                                                                                           |                      |             |               |  |
| 3 | 10 jaar getrouwd     | 1.698.000   | 24 maart 2012 |  |
| Jack heeft per ongeluk de band van hun huwelijk gewist. Nu probeert hij het op allerlei manieren goed te maken met Babara. |                      |             |               |  |
| 4 | Bagage               | 1.546.000   | 31 maart 2012 |  |
| Jack en Barbara hebben strijd om wie de koffer van hun vakantie naar boven zal brengen. |                      |             |               |  |
| 5 | Leugenaars           | 1.676.000   | 7 april 2012  |  |
| Jack probeert te verbergen dat hij gelogen heeft tegen zijn moeder. |                      |             |               |  |
| 6 | Gebruiksaanwijzing   | 1.643.000   | 14 april 2012 |  |
| Jack en Barbara zoeken uit hoe je het beste kan reageren als iemand irritant is: Negeren of niet. |                      |             |               |  |
| 7 | Dank u Sinterklaasje | 1.385.000   | 21 april 2012 |  |
| Op Sinterklaasavond geeft Jack aan Barbara een dure pannenset als voorbereiding om aan haar te vragen of hij samen met Marco naar Barcelona mag gaan. Nu, Barbara geeft Jack een nog duurder cadeau: een iPad. Nu kan Jack het niet meer maken om haar te vragen of hij mee mag. |                      |             |               |  |
| 8 | Surpriseparty        | 1.420.000   | 28 april 2012 |  |
| Jack en de moeder van Barbara proberen een Suprise Party voor Barbara's verjaardag te organiseren. Dit verloopt niet helemaal volgens plan... |                      |             |               |  |
| 9 | Ruzieseks            | 1.315.000   | 5 mei 2012    |  |
| Jack komt erachter dat Barbara een beest in bed wordt als ze kwaad is. |                      |             |               |  |
| 10 | Smakeloos            | 1.420.000   | 12 mei 2012   |  |
| Ton is zijn smaak kwijt door pillen voor zijn voeten, zegt hij zelf. Tot groot ongenoegen van Coby, omdat hij haar 'lekkere' eten niet meer proeft. |                      |             |               |  |
| 11 | Moederdag            | 1.144.000   | 19 mei 2012   |  |
| Barbara valt heel erg uit tegen Coby als ze onverwacht binnenkomt als Barbara druk bezig is met de kinderen. Nu wil Coby niet meer tegen Barbara praten, en dat nog wel op Moederdag. Ton, Jack en Marco worden er helemaal gek van.                                             |                      |             |               |  |
| 12 | Het appartement      | 822.000     | 26 mei 2012   |  |
| Marco heeft een appartement gehuurd. Jack komt daar om te klussen, zegt hij tegen Barbara. Eigenlijk gaat hij erheen om de mooie vrouwen te bekijken die daar rondlopen. Ton maakt van de oude kamer van Marco een lounge.                                                       |                      |             |               |  |